# Hemiphlebium punctatum
Hemiphlebium punctatum là một loài thực vật có mạch trong họ Hymenophyllaceae. Loài này được (Poir.) Bosch miêu tả khoa học đầu tiên năm 1861.